# Абдурахман Абубакар
Абдурахман Абубакар (нар. 3 серпня 1990) — катарський професійний футболіст, який зараз грає на позиції захисника клубу «Умм Салаль» у Лізі зірок Катару.

## Досягнення

### Клубні
«Аль-Джаїш»
Переможець
- Кубок наслідного принца Катару: 2014
- Кубок зірок Катару: 2012–13

Віце-чемпіон
- Ліга зірок Катару: 2011–12, 2013–14